# Собор Светіцховелі
41°50′31″ пн. ш. 44°43′16″ сх. д. / 41.84194° пн. ш. 44.72111° сх. д.
Патріарший собор Светіцховелі — один із найпрославленіших і шанованих храмів Грузії. Походження назви «Светі-Цховелі» — «Животворящий Стовп» пов'язане з переказом про прийняття Грузією християнства.

## Легенда
Легенда розповідає, як житель Мцхета Еліоз, що був у Єрусалимі, та став свідком розп'яття Христа, повернувся додому з реліквією — хітоном Христа. Його сестра Сидон, що вже стала християнкою, доторкнувшись до хітона, померла. Її поховали разом з хітоном, що залишився у неї в руках. На могилі Сідонії стало велике дерево — Ліван.
Перший християнський цар Грузії Міріан III побажав спорудити над могилою Сідонії церкву. На виконання його бажання кедр зрубали, вирізали з нього сім колон і стали встановлювати їх у церкві. Шість колон було встановлено, але сьома не піддавалася — вона зависла в повітрі. Просвітителька Грузії Свята Ніна молилася всю ніч, і тоді цей стовп «без дотику руки людської» став на своє місце. Чудовий стовп мироточив, і це дорогоцінне миро оживляло, виліковувало хворих від важких недуг. Звідси і пішла назва храму — «Животворящий Стовп».
У IV столітті на місці існуючого храму була побудована перша християнська дерев'яна церква. Через сто років, за царя Вахтанга Горгасалі, замість неї спорудили кам'яний храм. Цей храм простояв до початку XI століття.
У 1010—1029 роках католікос Грузії Мелхіседек почав будівництво нового патріаршого храму, кафедрального собору Мцхета. Пожертви на будівництво були зроблені не лише церквою, але і правителями окремих грузинських царств, і навіть візантійськими імператором. Час побудови Светі-Цховелі збігається з періодом піднесення середньовічної Грузії, коли прагнення до об'єднання країни в єдину державу створило передумови для розвитку грузинської культури, мистецтва, архітектури.

## Будівництво
Будівництво Светі-Цховелі очолив зодчий Арсукідзе. Переказ розповідає, що побудований ним шедевр викликав заздрість у його вчителя: як, учень перевершив майстра! Вражений учитель звів наклеп Арсукідзе і майстру відрубали праву руку …
Так це, чи ні, але над центральною аркою північного фасаду собору Светі-Цховелі, дійсно, поміщений рельєф із зображенням руки, що тримає кутник. Напис під рельєфом говорить: «Рука раба Божого Арсукідзе. Пом'яніть».
Собор Светі-Цховелі протягом своєї довгої історії зазнав безліч негараздів. Храм кілька разів руйнували і відновлювали, сліди чого і зараз неважко помітити. Особливо постраждав храм наприкінці XIV століття, при нашесті Тамерлана, за наказом якого були підрубано підвалини храму. Але собор встояв.
У XV столітті, за царя Грузії Олександра, храм Светі-Цховелі був капітально відремонтований. Сліди цього ремонту помітні досі, тоді ж барабан купола прийняв свій нинішній вигляд. У 1656 році було встановлено існуючий намет купола. У 30-ті роки XIX століття, в зв'язку з приїздом на Кавказ імператора Миколи I, у храмі було проведено ремонт, знищено вже постарілі на той час арочні галереї та побілені внутрішні стіни храму, в результаті чого зникли залишки стародавніх фресок.
Незважаючи на численні доповнення і поновлення, собор в цілому зберіг вигляд, якого надав йому в 1029 зодчий Арсукідзе, перебудувавши стародавню базиліку в хрестовокупольний храм. Храм Светі-Цховелі відрізняють суворе благородство, спокій і відповідність.
Фасади храму прикрашені кам'яною різьбою, що характерно для грузинської архітектури кінця X — початку XI століть. Головний елемент оформлення фасадів — декоративна аркатура, вона пов'язує і об'єднує фасади в одне ціле. Зовнішні стіни церкви оформлені декоративними арками різної висоти, які створюють певний ритм, що включає гру світла й тіні на стінах храму. Арки обрамляють віконні прорізи, різьблені рельєфи і ніші. Серед рельєфів на стінах храму можна бачити фігури летять ангелів, бичачі голови — фрагменти попереднього храму Светі-Цховелі, побудованого в V столітті, а також дванадцять медальйонів, в яких викарбувано будівельний напис із згадкою католікоса Мелхіседека та архітектора Арсукідзе.
Карнизи, обрамлення вікон суцільно покриті різьбленим рельєфним орнаментом. Для посилення враження архітектор використовував вставки з різнокольорових каменів винного, зеленого і жовтого кольорів, що виділяються на загальному жовтувато-зеленуватому тлі стін і надають фасаду особливої нарядності та привабливості. Орнамент, що обрамлює вікна, та інші декоративні прикраси гармонійно зливаються в загальний єдиний архітектурно-художній образ всієї будівлі.
Інтер'єр храму простий і сповнений світла. Купол спирається на чотири стовпи. На рівні другого поверху влаштовані хори. Звертають на себе увагу невелика капела у вигляді купольної церкви, що нагадує макет храму в Єрусалимі і побудована в XIII—XIV століттях, і споруда-башта в південно-західній частині церкви — престол, присвячений «Святому дереву Животворящому». Ймовірно, що цей престол раніше займав центральне місце під куполом церкви. Сам же стовп при Мелхіседекові був обкований золотом і сріблом. Престол складається з двох частин: верхня, з арочними прольотами, покоїться на глухому кубі, стіни якого суцільно покриті розписом. Більша частина цього розпису виконана художником Гульджаварасшвілі наприкінці XVII століття і зображує сцени навернення Грузії до християнство. Тут ми бачимо першого християнського царя Міріана перед храмом Светі-Цховелі, царицю Ніну з почтом, піднесення «Животворящого Стовпа», повернення Міріана з полювання, розп'яття, біля якого Еліоз з хітоном в руках, та інші епізоди легенди про храм Светі-Цховелі.
Біля південно-західного стовпа розташована кам'яна кафедра католікоса. Згідно з написом на ній, вона була розписана на межі XVII—XVIII століть. У розписі звертає на себе увагу композиція «Сон Якова», де ангели спускаються на землю сходами і сцена з легенди про хітоні Господньому, пов'язаної з будівництвом храму Светі-Цховелі. Невисока вівтарна перешкода з глухим парапетом з різьблених плит з відкритою аркатурою над ними встановлений під час реставрації 1972 замість багатоповерхового різьбленого іконостасу XIX століття.
Фрагменти розпису, що збереглася на стінах храму, виконані в основному в XVI—XVII століттях. Велика композиція «Всяке дихання нехай славить Господа» на південній стіні в трансепті собору виконана в XVII столітті. Ця композиція складається з багатьох сцен, які відкривають глядачеві населений казковими істотами і тваринами світ. На південно-східному устої, на схід, збереглася фреска з портретом цариці Маріам, дружини царя Ростома, яка відновила купол, що обвалився у 1656 році. Цариця зображена разом зі своїм сином. Величезна постать сидить на троні Христа і архангелів у апсиді переписані вже в XIX столітті за старим контуром розпису XI століття. За ними можна судити про масштаб і значущості первісного фрескового розпису.
У храмі збереглися численні надгробки грузинського царського роду Багратіоні. Біля вівтарної перешкоди — могили останніх грузинських царів Іраклія II і Георгія X. Тут же знаходиться могила царя Вахтанга Горгасалі.
На початку XI століття було завершено будівництво великої огорожі з величними парадними воротами, на яких зберігся напис ініціатора будівництва Светі-Цховелі католікоса Мелхіседека. В наш час[коли?] ці ворота відновлені і постають перед глядачами у всій своїй красі.
Перенісши за свою довгу історію чимало руйнувань і переробок, храм Светі-Цховелі в основному все ж зберіг свій первинний вигляд. Поряд з монастирем Гелаті, Мцхета — один з двох пам'ятників Грузії, включених до списку всесвітньої історичної та культурної спадщини ЮНЕСКО.

Собор Светіцховелі
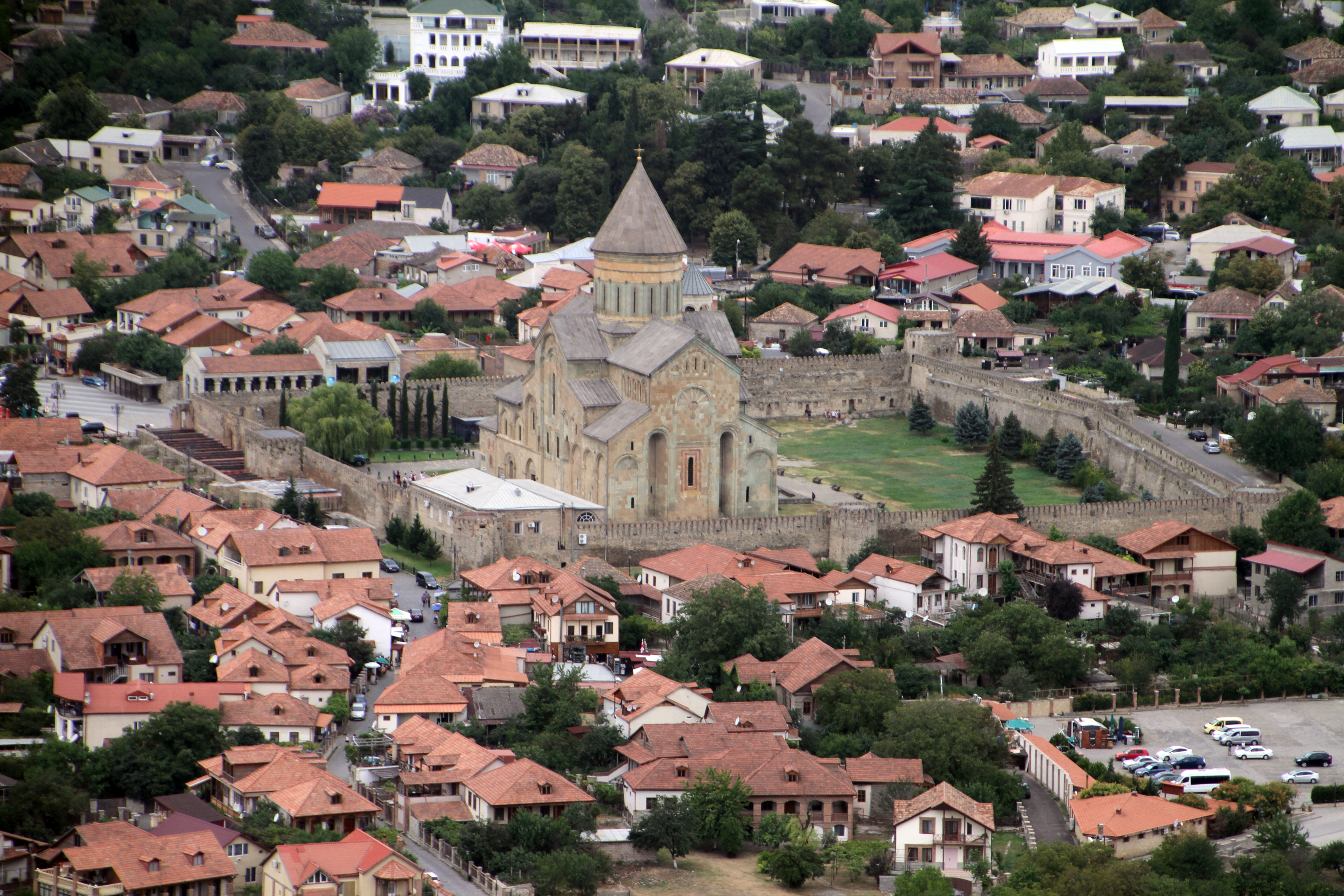
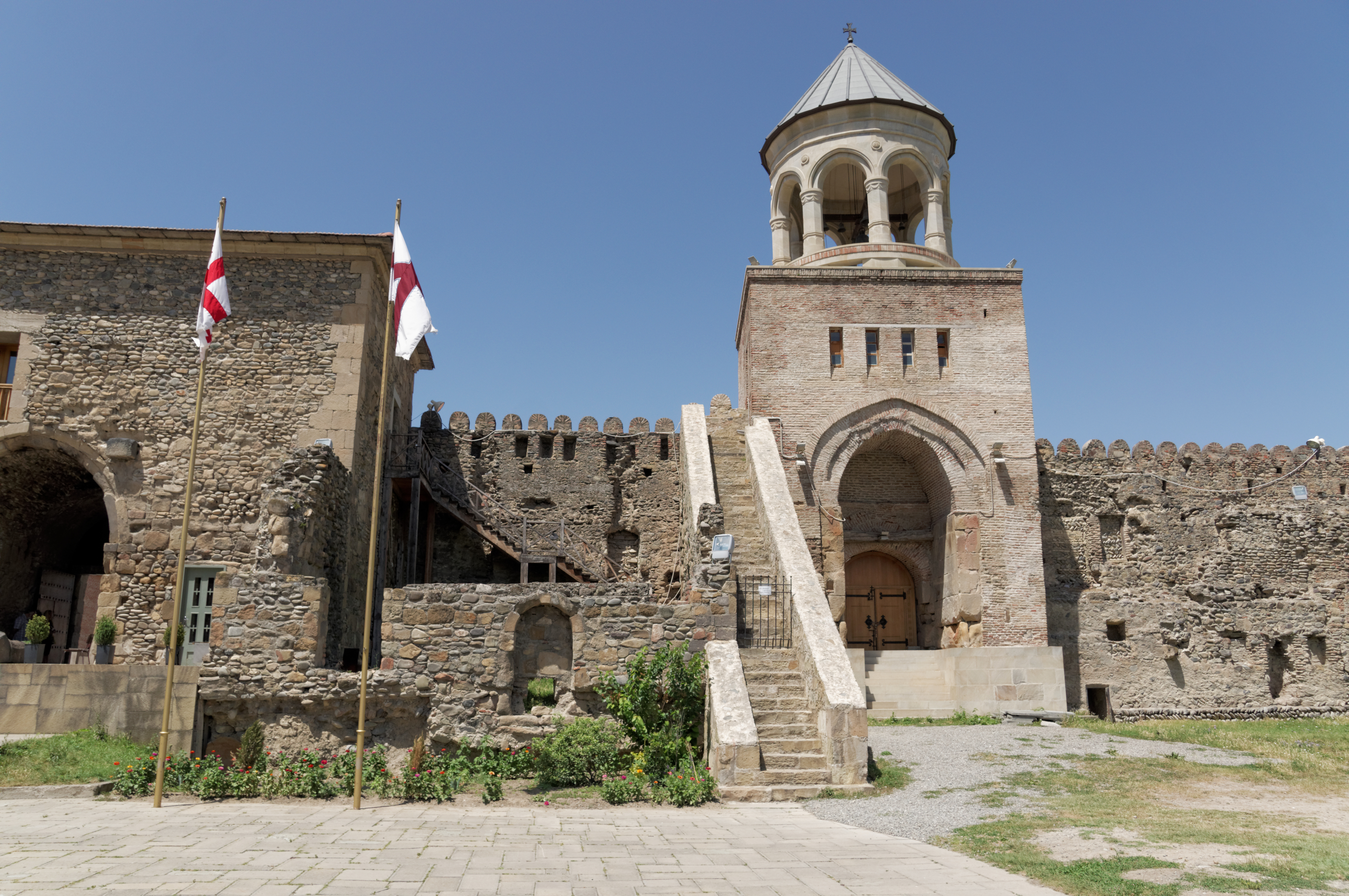
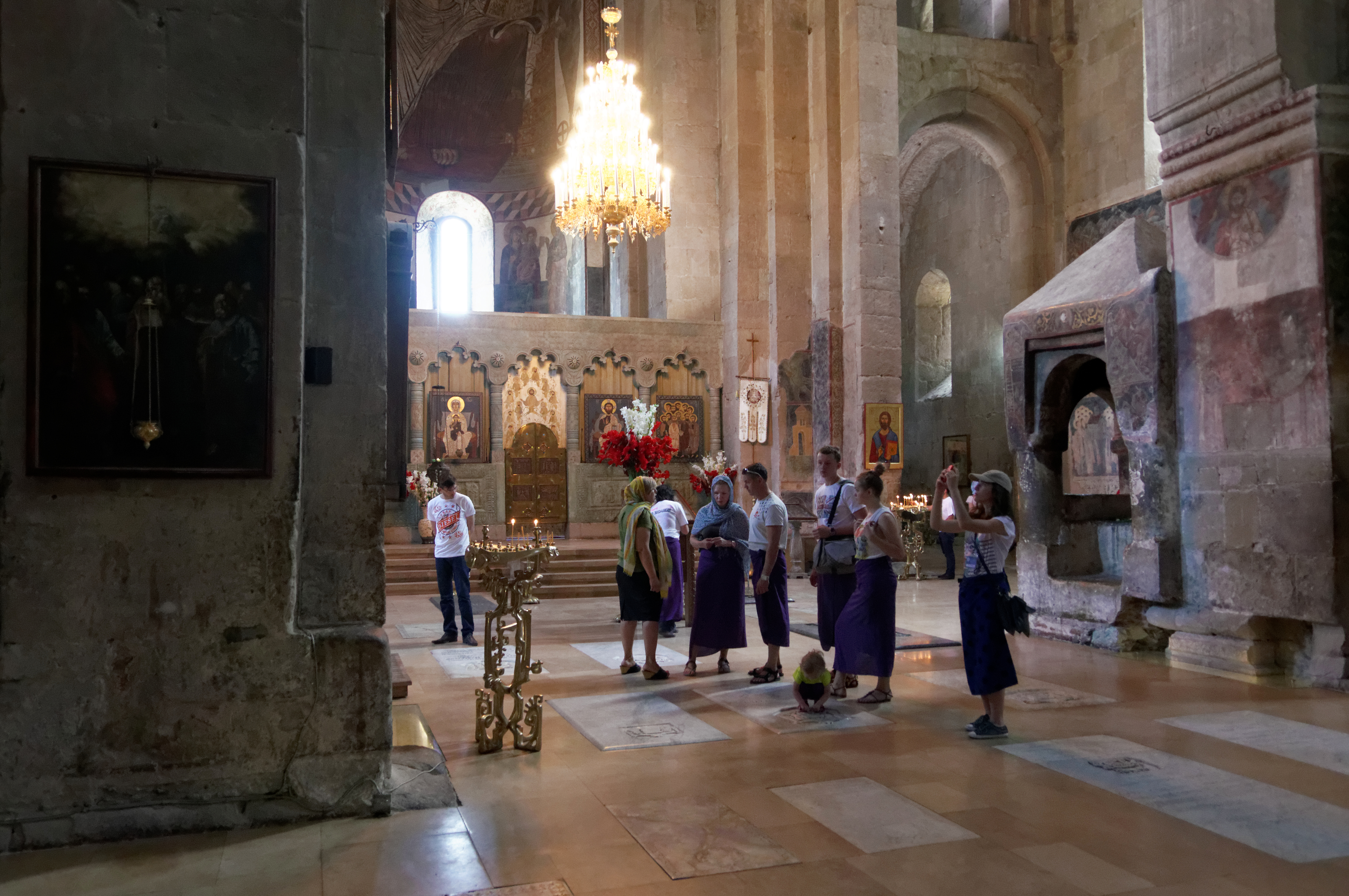
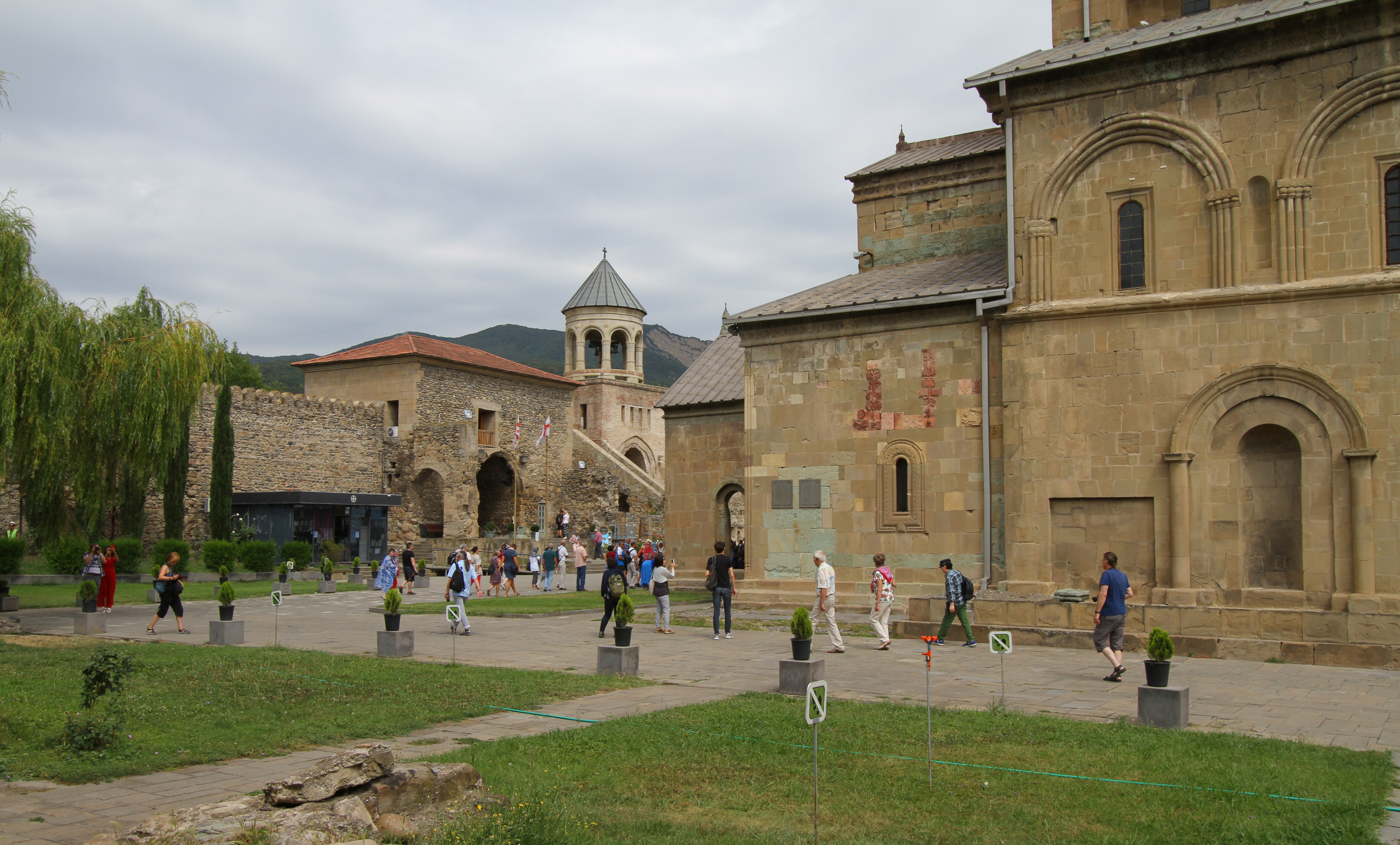
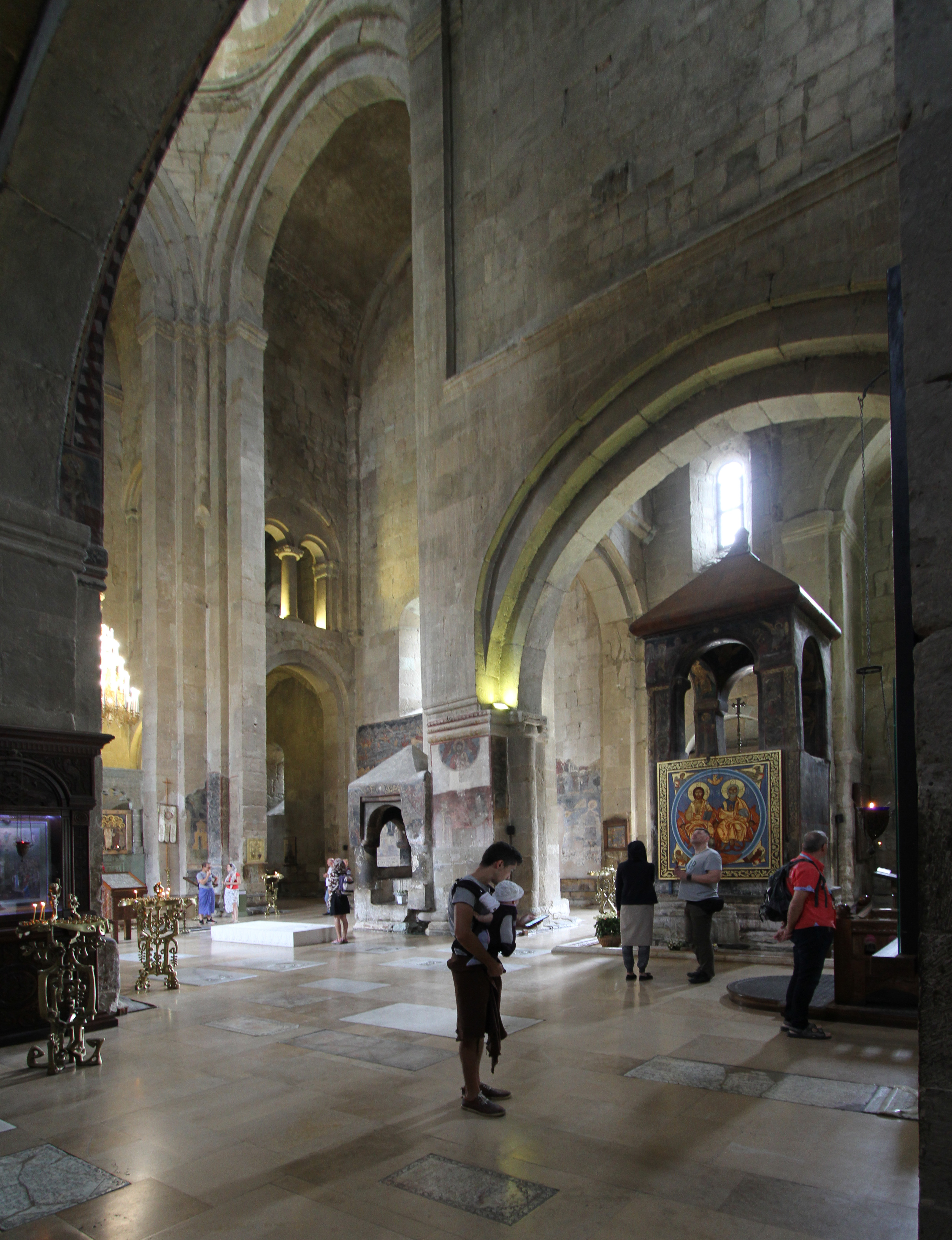
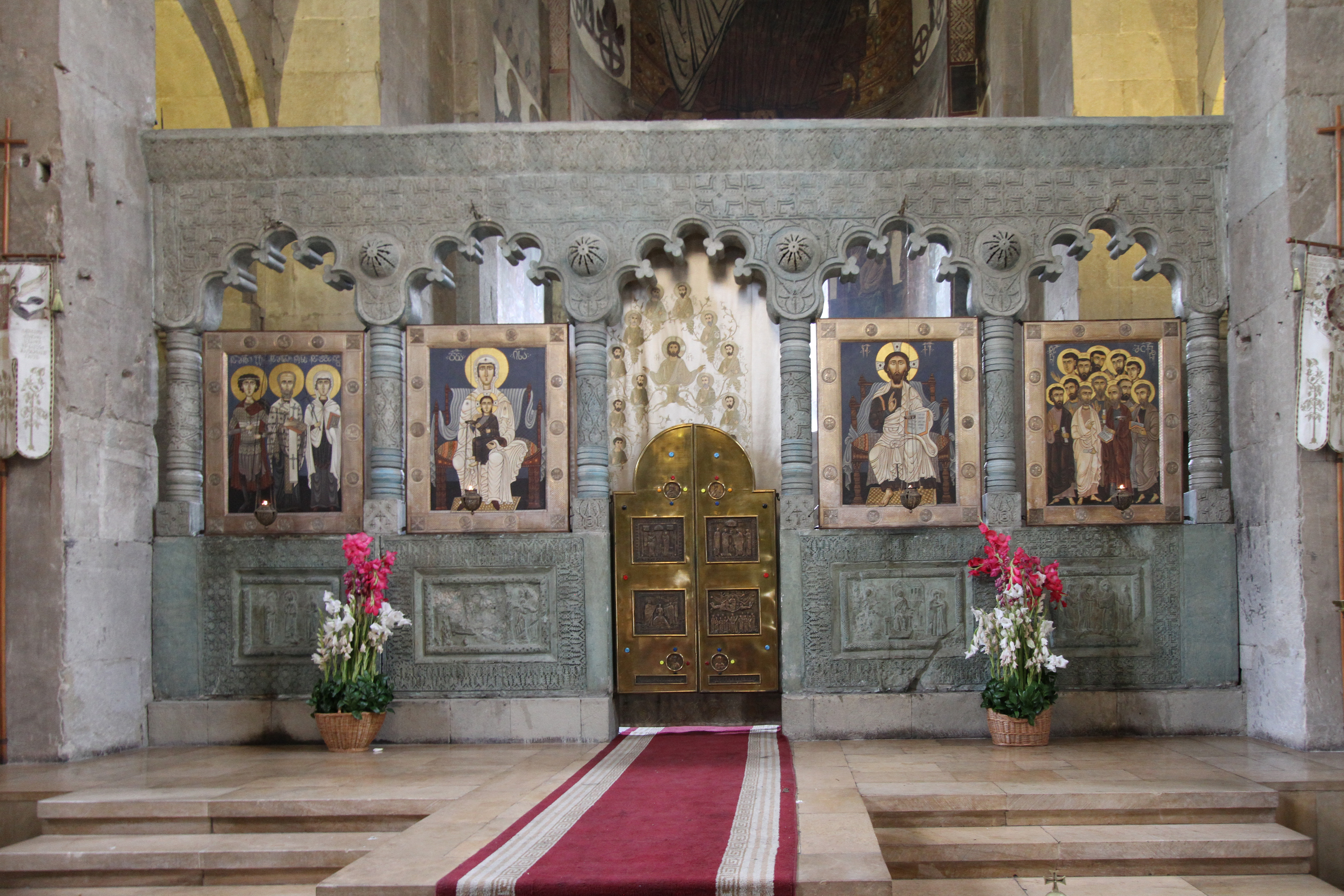
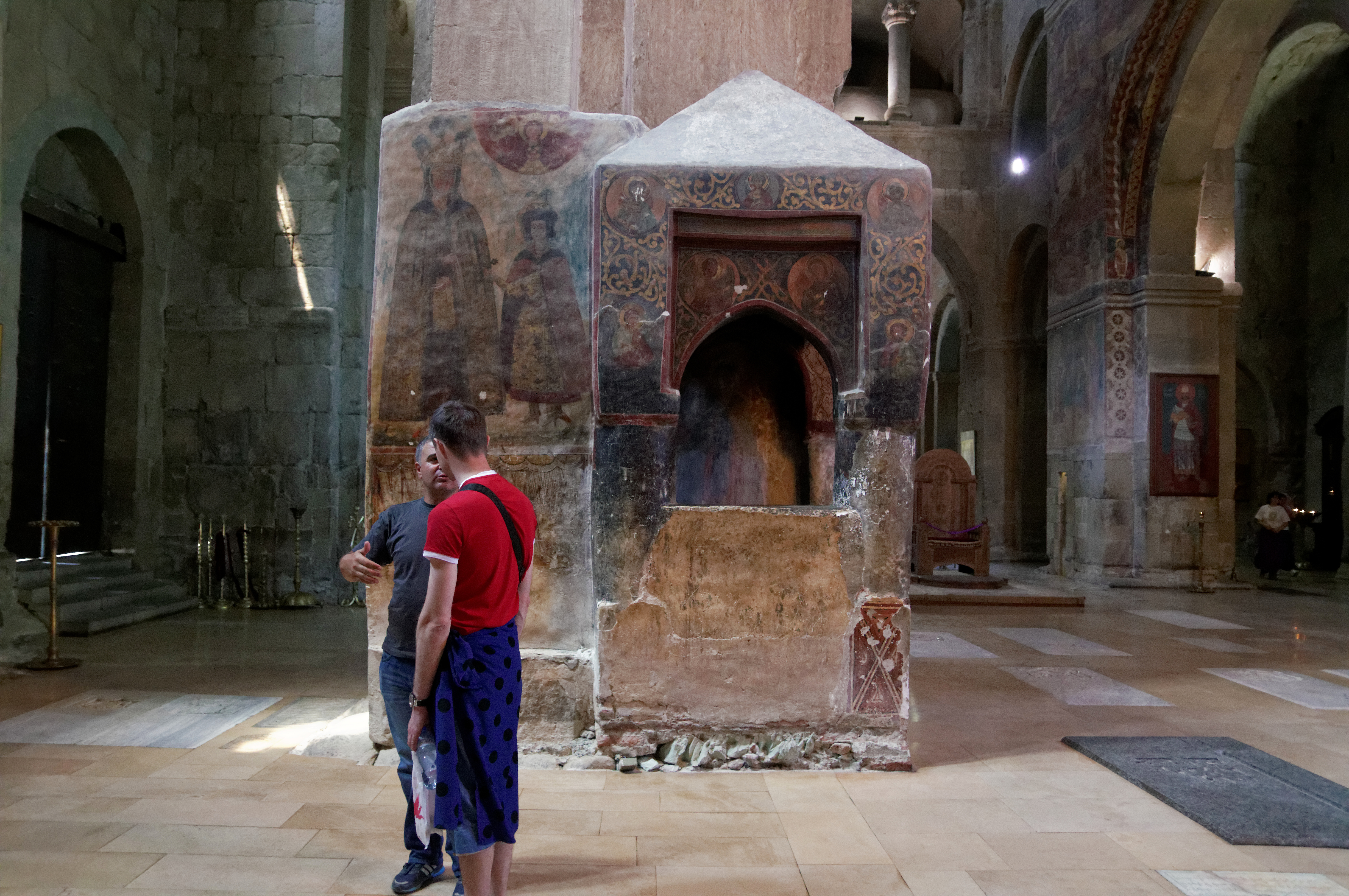